# Поєніца (Сібіу)
Поєніца (рум. Poienița) — село у повіті Сібіу в Румунії. Входить до складу комуни Кирца.
Село розташоване на відстані 195 км на північний захід від Бухареста, 31 км на схід від Сібіу, 129 км на південний схід від Клуж-Напоки, 84 км на захід від Брашова.

## Населення
За даними перепису населення 2002 року у селі проживали 18 осіб, усі — румуни. Усі жителі села рідною мовою назвали румунську.